# Viezzena
La Cima Viezzena (Viésena in predazzano e ladino) è una montagna delle Dolomiti di Fiemme, appartenente al gruppo di Cima Bocche.

## Caratteristiche
Con 2491 metri d'altitudine rappresenta la massima elevazione dell'omonimo sottogruppo, che è delimitato a nord dal Rio San Pellegrino, ad ovest dall'Avisio, a sud dal Travignolo e ad est da Passo Lusia. Le altre cime cime della catena sono il Sas da Mezdì (Sasso Mezzogiorno) all'estremità settentrionale e il Monte Mulàt a quella sudoccidentale. A differenza del gruppo di Bocche, composto da porfidi e arenarie, il Massiccio di Viezzena è costituito prevalentemente da dolomia.
Rappresenta la linea di confine fra i comuni di Moena e di Predazzo. L'estremità orientale del massiccio ospita alcuni impianti e piste dell'area sciistica Alpe Lusia - San Pellegrino. Sul fianco occidentale, in corrispondenza dell'abitato di Mezzavalle, fino al 1950 è stata attiva la miniera di rame della Bedovina, mentre sul lato opposto era in funzione (in epoche precedenti) la miniera di Santa Maria.
Poco frequentata dagli escursionisti, la cima è raggiungibile da Passo Lusia, o da Bellamonte (Alta via del Tin), come anche attraverso numerosi sentieri che ne risalgono il fianco ovest.